# Peter Sabroes Børnehjem
Peter Sabroes Børnehjem var et børnehjem i Skive, der er opkaldt efter Peter Sabroe. Byggeriet blev påbegyndt i april 1919 og børnehjemmet var færdigt i december 1919. Selve byggeriet lå i Fredensgade 15, hvor den nuværende Skive Friskole har til huse.

## Peter Sabroes Børnehjems historie
1913 døde den socialdemokratiske journalist og folketingsmand Peter Sabroe i en stor jernbaneulykke ved Bramming. En af Peter Sabroes mærkesager var de elendige forhold, som mange børn levede under, bl.a. på børnehjemmene. Efter hans død blev der iværksat en landsindsamling til opførelse af et børnehjem, der skulle drives i Sabroes ånd. Sabroe havde lige siden begyndelsen af 1890’erne været meget benyttet som taler af Skiveegnens arbejderbevægelse, og det var en af grundene til, at det kom på tale at bygge børnehjemmet til hans minde i Skive. Efter forhandlinger med indsamlingskomiteen blev det indsamlede beløb overdraget til Skive Kommune, der påtog sig at bygge og drive børnehjemmet. Byrådet udpegede en bestyrelse, der ansatte en bestyrerinde.
Inden den officielle indvielse, der fandt sted august 1920, havde børnehjemmet allerede været taget i brug af 24 wienerdrenge, der var kommet til Danmark vinteren 1919-1920. Drengene ankom til Peter Sabroes Børnehjem 25. april 1920 og var iblandt de svageste af de wiernerbørn, der kom til landet. Disse var kommet til Danmark, da det østrig-ungarske kejserdømme gik under efter 1. verdenskrig. Wienerdrengene forlod Peter Sabroes Børnehjem igen 13. august 1920.
Den 16. maj 1920 ankom den første dreng på Peter Sabroes Børnehjem.
Den officielle indvielse fandt sted 29. august 1920. De to første bestyrerinder blev afskediget på grund af deres behandling af børnene, der ikke helt var i Sabroes ånd.
1925 overtog den lokale arbejderbevægelse  børnehjemmet. Formand for den nye bestyrelse var socialdemokraten, Valdemar Johansen, og i 1926 ansattes Laura Øther som forstanderinde. Fra 1926 til 1960 var hun alle børnenes kærlige plejemor. Hun opbyggede en række traditioner, som er så vigtige for børn, hun var deres advokat, hvis de blev drillet i skolen, og hun skaffede dem gode lærepladser.  
Velfærdssamfundets fremvækst betød, at Peter Sabroes Børnehjem fik færre børn af forsørgelsesmæssige årsager. I stedet kom der flere og flere af behandlingsmæssige grunde. En overgang var det børn fra børnepsykiatriske afdelinger. Herefter var det børn, tvangsfjernet fra hjemmet, men med korte ophold på hjemmet indtil de skulle i (skiftende) familiepleje. Senere var det spædbørn til adoption og sidst kriseramte mødre med børn samt unge på pensionat. Den skiftende kurs, som faldt sammen med Bistandslovens indførelse i 1976 og Viborg Amts overtagelse af hjemmet - gjorde det ikke længere muligt at opretholde målsætningen at skabe et egentligt hjem for børnene, fundamentalt for børns trivsel er tryghed og omsorg og en overskuelig hverdag med traditioner og en fast rytme.
1984 flyttede børnehjemmet ud i Sabroegaarden.
Viborg Amt lukkede efter en prioriteringsdebat børnehjemmet i 1991 og oprettede samme år familiecenteret Sabroegaarden, hvis formål er at tilbyde rådgivning, undersøgelse og behandling til børn, unge og deres familier indenfor Servicelovens ramme.